# Dinar sudanés
El dinar sudanés fue una antigua moneda oficial de Sudán, y circuló desde 1992 hasta el año 2007.
Valía 10 (antiguas) libras sudanesas. El dinar fue introducido el 8 de junio de 1992 reemplazando la libra como una unidad base. La moneda estaba cotizada al dinar libio en alrededor de 200 dinares sudaneses por un dinar libio. Al 13 de enero de 2005, la tasa de cambio estaba en 255.95 dinares sudaneses por dólar estadounidense o 336.17 por un euro.
Monedas en circulación 
- 1 dinar
- 2 dinares
- 5 dinares
- 10 dinares
- 20 dinares
- 50 dinares
- 100 dinares

Billetes en circulación
- 5 dinares
- 10 dinares
- 25 dinares
- 50 dinares
- 100 dinares
- 200 dinares
- 500 dinares
- 1000 dinares
- 2000 dinares
- 5000 dinares

Los billetes de 5, 10 y 25 dinares fueron retirados y reemplazados por monedas. Existían billetes de 5, 10, 50 y 100 libras circulando a la par con los billetes de dinares.
El 10 de enero de 2007 fue reemplazado por la libra sudanesa a una tasa de 100 dinares por una libra. 
- Datos: Q1511773